# Дискография Ингви Мальмстина
Дискография шведского гитариста-виртуоза Ингви Мальмстина, играющего в жанре неоклассического метала, хэви-метала и блюз-рока. Состоит из 21 студийных альбомов, 10 синглов, 4 концертных альбомов, 7 сборников и 17 видеоальбомов.
После выхода четырёх успешных в коммерческом плане альбомов Rising Force, Marching Out, Trilogy и Odyssey Ингви стал одним из самых знаменитых гитаристов середины-конца 80-х годов. Альбом Rising Force был номинирован на премию Грэмми в 1986 году за лучшее инструментальное рок-исполнение, альбом также добрался до 60 строчки чарта Billboard 200 и получил положительные отзывы критиков.
Самыми известными композициями Мальмстина являются «Far Beyond the Sun», «Black Star», «You Don’t Remember, I’ll Never Forget» и радио-хит «Heaven Tonight». Но популярность творчества Мальмстина стала падать после выхода Eclipse в 1990 году из-за поднятия более тяжелых жанров металла. Альбом не обрёл коммерческого успеха в Европе и США, после чего с Ингви разрывают контракт Polydor Records, но в Японии работа была достаточно успешна.
В 1992 году вышел Fire & Ice на лейбле Elektra Records. После выхода альбома Ингви разрывает контракт с лейблом из-за давления на него. В 1994 году выходит The Seventh Sign, который становится самой успешной работой Мальмстина в Японии.
В 2018 году Ингви самостоятельно записывает альбом Blue Lightning, который выходит на лейбле Mascot Label Group 23 марта 2019 года. Данная работа состоит в основном из каверов на композиции, которые повлияли лично на Ингви. 8 мая 2021 года на официальном Youtube-канале Мальмстина появляется лирик-видео на песню с нового альбома Parabellum «Wolves at the Door», который должен выйти 24 июля.

## Steeler

### Студийные альбомы
| Альбом  | Год  | Чарт (США) | Сертификации |
| ------- | ---- | ---------- | ------------ |
| Steeler | 1983 | -          | -            |

### Компиляции
| Альбом                                  | Год  | Чарт (США) | Сертификации |
| --------------------------------------- | ---- | ---------- | ------------ |
| Metal Generation: The Steeler Anthology | 2005 | -          | -            |

## Alcatrazz

### Студийные альбомы
| Альбом                       | Год  | Чарт (США) | Сертификации |
| ---------------------------- | ---- | ---------- | ------------ |
| No Parole from Rock ’n’ Roll | 1983 | 128        | Золотой      |

### Концертные альбомы
| Год  | Альбом                                                                                | Чарт (США) | Сертификации |
| ---- | ------------------------------------------------------------------------------------- | ---------- | ------------ |
| 1984 | Live Sentence                                                                         | 133        | —            |
| 1984 | No Parole from Rock 'n' Roll Tour Live in Japan 1984.1.28 Audio Tracks (2010 Reissue) | 133        | —            |
| 1984 | Live In Japan 1984 Complete Edition (2018 Reissue)                                    | 133        | —            |
| 2010 | Live '83                                                                              | —          | —            |
| 2018 | The Official Bootleg Boxset 1983—1986: Live, Demo, Rehearsals (6CD-Boxset)            | —          | —            |

### Синглы
| Год  | Название              | Альбом                       |
| ---- | --------------------- | ---------------------------- |
| 1983 | «Hiroshima Mon Amour» | No Parole from Rock ’n’ Roll |
| 1983 | «Island in the Sun»   | No Parole from Rock ’n’ Roll |
| 1983 | «Jet to Jet»          | No Parole from Rock ’n’ Roll |

### Видеоальбомы
| Альбом        | Год  | Сертификации |
| ------------- | ---- | ------------ |
| Metallic Life | 1984 | -            |

## Соло

### Студийные альбомы
| Альбом                                                                | Год  | Чарт (США) | Сертификации |
| --------------------------------------------------------------------- | ---- | ---------- | ------------ |
| Rising Force                                                          | 1984 | 60         | Золотой      |
| Marching Out                                                          | 1985 | 52         | Золотой      |
| Trilogy                                                               | 1986 | 44         | Платиновый   |
| Odyssey                                                               | 1988 | 40         | Платиновый   |
| Eclipse                                                               | 1990 | 112        | -            |
| Fire & Ice                                                            | 1992 | 121        | Золотой      |
| The Seventh Sign                                                      | 1994 | -          | Платиновый   |
| Magnum Opus                                                           | 1995 | -          | Золотой      |
| Inspiration                                                           | 1996 | -          | Золотой      |
| Facing the Animal                                                     | 1997 | -          | Золотой      |
| Concerto Suite for Electric Guitar and Orchestra in E Flat Minor Op.1 | 1998 | -          | -            |
| Alchemy                                                               | 1999 | -          | -            |
| War to End All Wars                                                   | 2000 | -          | -            |
| Attack!!                                                              | 2002 | -          | -            |
| Unleash the Fury                                                      | 2005 | -          | -            |
| Perpetual Flame                                                       | 2008 | -          | -            |
| Angels of Love                                                        | 2009 | -          | -            |
| Relentless                                                            | 2010 | -          | -            |
| Spellbound                                                            | 2012 | -          | -            |
| World on Fire                                                         | 2016 | -          | -            |
| Blue Lightning                                                        | 2019 | -          | -            |

### Концертные альбомы
| Год  | Альбом                                                                                                | Чарт (США) | Сертификации |
| ---- | --- | ---------- | ------------ |
| 1989 | Trial By Fire: Live in Leningrad                                                                      | 128        | —            |
| 1998 | Live!!                                                                                                | —          | —            |
| 2002 | Concerto Suite for Electric Guitar and Orchestra in E flat minor LIVE with the New Japan Philharmonic | —          | —            |
| 2014 | Spellbound Live in Tampa                                                                              | —          | —            |

### Сборники
| Год  | Альбом                                    | Чарт (США) | Сертификации |
| ---- | ----------------------------------------- | ---------- | ------------ |
| 1991 | Yngwie Malmsteen Collection               | —          | —            |
| 2000 | Yngwie J. Malmsteen : The Best of '90-'99 | —          | —            |
| 2000 | Anthology 1994—1999                       | —          | —            |
| 2001 | Yngwie Malmsteen Archives                 | —          | —            |
| 2002 | The Genesis                               | —          | —            |
| 2004 | Instrumental Best Album                   | —          | —            |
| 2009 | High Impact                               | —          | —            |

### Видеоальбомы
| Год  | Видео | Примечание          |
| ---- | --- | ------------------- |
| 1985 | Rising Force: Live 85                                                                                       | Запись выступления  |
| 1989 | Trial By Fire: Live in Leningrad                                                                            | Запись выступления  |
| 1991 | Yngwie Malmsteen                                                                                            | Видеоурок           |
| 1992 | Yngwie Malmsteen Collection                                                                                 | Сборник видеоклипов |
| 1993 | Leo Fender Benefit Live                                                                                     | Запись выступления  |
| 1994 | Live at Budokan (LD)/Live in Budokan (2009 DVD Reissue)                                                     | Запись выступления  |
| 1995 | Play Loud! The 1st Movement [The Basics]                                                                    | Видеоурок           |
| 1995 | Play Loud! The 2nd Movement [Arpeggio]                                                                      | Видеоурок           |
| 1995 | Play Loud! The 3rd Movement [Classical Styling]                                                             | Видеоурок           |
| 1998 | Live!! (VHS)/Live Animal (2009 DVD Reissue)                                                                 | Запись выступления  |
| 2000 | Yngwie Malmsteen Video Clips                                                                                | Сборник видеоклипов |
| 2000 | Play Loud! «Full Shred»                                                                                     | Видеоурок           |
| 2002 | Concerto Suite for Electric Guitar and Orchestra in E Flat Minor Live with the New Japan Philharmonіс       | Запись выступления  |
| 2007 | Far Beyond The Sun (Rising Force: Live In Japan '85, Trial By Fire: Live In Leningrad '89 & Bonus Features) | Компиляция          |
| 2009 | Live in Korea                                                                                               | Запись выступления  |
| 2010 | Raw Live | Компиляция          |
| 2014 | Spellbound Live in Orlando                                                                                  | Запись выступления  |

### EP
| Год  | Альбом       | Чарт (США) | Сертификации |
| ---- | ------------ | ---------- | ------------ |
| 1994 | I Can’t Wait | —          | —            |

### Синглы
| Год  | Название                              | Альбом              |
| ---- | ------------------------------------- | ------------------- |
| 1985 | I Am Viking/Don’t Let It End          | Marching Out        |
| 1986 | You Don’t Remember, I’ll Never Forget | Trilogy             |
| 1988 | Heaven Tonight                        | Odyssey             |
| 1990 | Making Love                           | Eclipse             |
| 1990 | Save Our Love                         | Eclipse             |
| 1990 | Bedroom Eyes                          | Eclipse             |
| 1992 | Teaser                                | Fire & Ice          |
| 1994 | Forever One/Brothers                  | The Seventh Sign    |
| 1999 | Hangar 18, Area 51                    | Alchemy             |
| 2000 | Crucify                               | War to End All Wars |

## G3

### Концертные альбомы
| Год  | Альбом                        | Чарт (США) | Сертификации |
| ---- | ----------------------------- | ---------- | ------------ |
| 2003 | G3: Rockin' in the Free World | —          | —            |

### Видеоальбомы
| Альбом             | Год  | Сертификации |
| ------------------ | ---- | ------------ |
| G3: Live in Denver | 2004 | -            |

## Видеоклипы

### Alcatrazz
- 1983 — Island in the Sun  (No Parole from Rock ’n’ Roll)
- 1983 — Hiroshima Mon Amour  (No Parole from Rock ’n’ Roll)

### Соло
- 1985 — I’ll See the Light Tonight  (Marching Out)
- 1986 — You Don’t Remember, I’ll Never Forget  (Trilogy)
- 1988 — Heaven Tonight  (Odyssey)
- 1990 — Making Love  (Eclipse)
- 1990 — Save Our Love  (Eclipse)
- 1990 — Bedroom Eyes  (Eclipse)
- 1992 — Teaser  (Fire & Ice)
- 1992 — Dragonfly  (Fire & Ice)
- 1994 — Forever One  (The Seventh Sign)
- 1995 — The Only One  (Magnum Opus)
- 1996 — Carry on Wayward Son (кавер Kansas)  (Inspiration)
- 1997 — Alone in Paradise  (Facing the Animal)
- 1997 — Like an Angel-For April  (Facing the Animal)
- 1999 — Hangar 18, Area 51  (Alchemy)
- 2000 — Crucify  (War to End All Wars)

### Hear 'N Aid
- 1986 — Stars  (Hear 'N Aid)